# Ċ
O Ċ (minúscula: ċ) é uma letra (C latino, adicionado de um ponto) utilizada em linguas faladas, possui o som da Fricativa Pós alveolar surda, ou "sch", "sh" "ch", e em outras línguas pode ter o som de "tsh" ou "tch".